# ベン・エングダール
ベン・ミカエル・エングダール (Ben Mikael Engdahl, 2003年9月17日 - )は、スウェーデン・ストックホルム県ストックホルム出身のプロサッカー選手。BKヘッケン所属。ポジションはDF。

## クラブ経歴
IFブロマポイカルナのユースチームを経て、2020年1月にエミル・ロバックと共にハンマルビーIFのユースチームに入団。2021年シーズン終盤にトップチームに昇格し、11月21日のデーゲルフォルシュIF戦で、後半37分に途中出場でプロデビュー。翌2022年シーズンはトップチームでの出場はなく、傘下のハンマルビーTFFでのプレーに終始。
2022年8月10日、FCノアシェランと5年契約を締結した。
2024年8月24日、BKヘッケンに移籍した。

## 代表歴
2019年から、ユース世代のスウェーデン代表に招集されている。